# Kópháza
Kópháza (horvátul Koljnof, németül Kohlbenhof) község Győr-Moson-Sopron vármegyében, a Soproni járásban. A lakosság 31%-a horvát nemzetiségű, de nagy többségük egyúttal magyarnak is vallja magát.

## Fekvése
A vármegye nyugati részén fekszik, Sopron délkeleti szomszédságában, a várostól mintegy 6 kilométerre. Magyarországon csak két további települési szomszédja van: nyugat felől Harka (4 kilométerre), délkelet felől pedig Nagycenk (6 kilométerre). Déli határszéle egybeesik a magyar-osztrák országhatárral, abból az irányból a legközelebbi település Sopronkeresztúr (Deutschkreuz).

### Megközelítése
Közlekedési helyzete igen szerencsés, hiszen Sopron közvetlen szomszédjaként áthalad a területén a 84-es főút, amely Nagycenknél magába fogadja a 85-ös főutat is, a belterületet délről elkerülő M85-ös autóút pedig mindkét főút átmenő forgalmának nagy részét elvezeti Kópháza belterületéről.
További kisebb forgalmú utak a település területén: a 861-es főút, amely a 84-esből kiindulva a kópházi határátkelőhelyet szolgálja ki; a 8526-os út, amely Balfra és Fertőrákosra vezet, valamint a 86 133-as számú mellékút, amely a harkai 8645-ös utat kapcsolja össze a 861-essel.
A község határától északra halad el a Győr-Sopron-Ebenfurt-vasútvonal, amelynek balfi megállója alig másfél kilométerre van Kópházától.

## Története

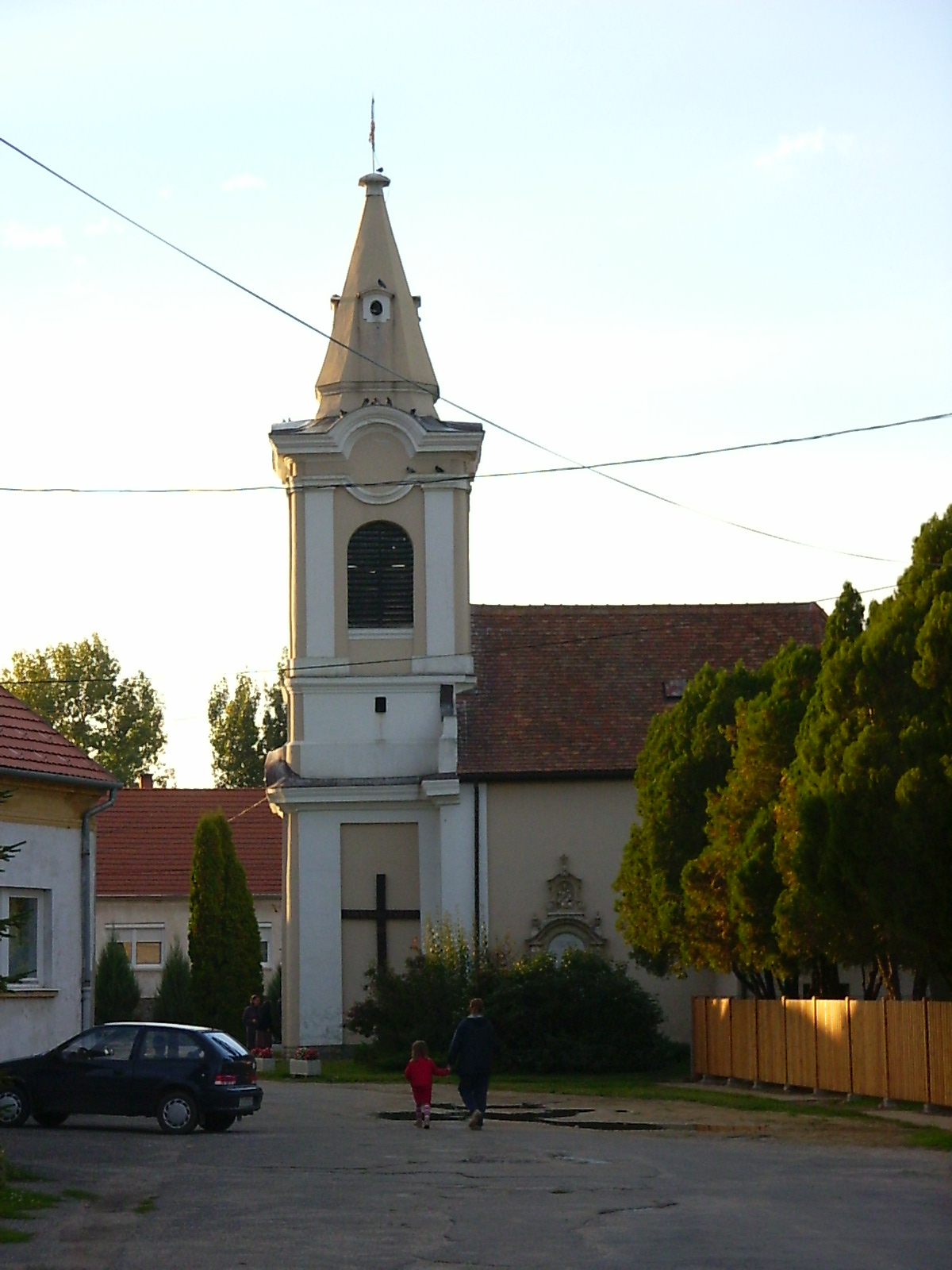
A Szent Márton-templom („kistemplom”)

Kópháza és vidéke 1245 körül két néven volt ismert: Ravaszdvíz és Tarnavíz.  A terület egy részét 1283-ban a győri káptalan örökölte, míg a másik részét egy Csépán nevezetű soproni polgár. Ravaszdvíz és Tarnavíz térségét 1354-ben Kolb Péter soproni polgár volt a tulajdonosa, minden bizonnyal róla nevezték el a falut Kolbenhofnak. A Kópháza elnevezés először 1429-ben jelent meg a forrásokban. Luxemburgi Zsigmond uralkodásának éveiben e területet a Locsmándi és a Pongrácz család birtokolta. Locsmándiéknak állítólag 171 hold szőlőjük volt, s kilencedként a jobbágyoknak 62 hektoliter bort kellett összesen a gazdag családnak leadni.
A községet 1430-ban Sopronnak adományozták, így Kópháza Sopron jobbágyfalujává vált. A község etnikai összetételét  vizsgálva akkoriban elsősorban a német anyanyelvű lakosság túlsúlya volt szembeötlő. Ezt bizonyít-ja, hogy a község első plébánosai németül beszéltek.
A török veszedelem idején a lakosság jelentős része elmenekült. Helyükre 1530 körül Bosznia és Horvátország térségéből, pontosabban Velika és Ztenychnyik térségéből horvát menekültek érkeztek. Ezeket a telepeseket „gradistyei horvátoknak” nevezik. Ekkortól kezdve a horvát etnikum dominánssá vált a faluban. A történelem nagyobb eseményei közül 1848-nál érdemes megállni. Az itteni horvát lakosság nem támogatta Jellasics horvát bánt, szinte teljes egészében a magyar honvédséghez csatlakoztak. Szintén 1848-ban a reformok során a jobbágyfelszabadítással megszűnt Sopron jobbágyfaluja lenni. Mivel a jobbágyfelszabadítást a forradalom leverése után helyben hagyták, Kópháza teljesen önálló településsé lett.
A dualizmus idején a falu Sopron és Bécs közelsége miatt meglehetősen gyorsan fejlődött, különösen a vasútvonalak kiépülése után. Az első világháború utáni időszak legfontosabb eseménye az 1921-es népszavazás volt, ahol a katolikus horvátok többsége az akkor még szociáldemokrata Ausztria helyett a Magyarországhoz való csatlakozást választották.
Pinezits János 1985-ben tette le a község Mariazelli zarándoklatának az alapjait. Később Vulkapordány községgel közösen, majd 1997-től önálló zarándok csoportként teszik meg a négynapos utat. 1997-ben az Utazó Szűzanya szobra a községbe került.

## Gazdasága
A falu lakóinak a megélhetésért igencsak meg kellett küzdenie: a leggazdagabb parasztnak is csak 18 hold, az átlagnak pedig mindössze 1-5 hold szántóföldje volt. Mivel nem volt ritka a 8-10, sőt még a 15 gyermekes család sem, ezért a birtokok rendkívüli mértékben  elaprózódtak.
A kópházi horvátok az 1941-es népszámláláskor magyarnak vallották magukat, így a második világháború után nem telepítették ki őket. 1945-ben a visszavonuló német és nyilas csapatok zsidó munkaszolgálatosokat helyeztek itt el, akik közül nagyon sokan megfagytak a hidegben. A front elvonulása után elsők között a megrongált villanyhálózatot, telefonvezetéket kellett helyreállítani, de a hidak és a vasútvonal is súlyosan károsodott.
A földosztásnál itt nagyon nehéz volt a nincstelenek igényeit kielégíteni, mivel összesen 72 hold szántót és 40 hold szőlőt mérhettek ki. A kollektivizálás első hulláma már 1951-ben elérte a falut, amikor megalakult a helyi Petőfi Termelőszövetkezet. Ez az 1956-os forradalom idején feloszlott, majd 1959-ben kényszer hatására újból megalakult Előre néven. A TSZ a megye fejlettebb gazdasági egységei közé tartozott, a gabonatermesztésen és állattenyésztésen túl kertészettel is foglalkoztak. 1950-ben vezették be az utolsó házba is a villanyáramot. Kópházán a vezetékes ívóvízellátás 1968 óta megoldott. Bár kétségkívül volt infrastrukturális fejlődés, mégsem tudta a falu kihasználni lehetőségeit.
A hetvenes évek közepéig a község a „határsávhoz” tartozott, így nagyon csekély volt a forgalma, megközelítéséhez ugyanis engedélyre volt szükség. A Kópháza–Sopronkeresztúr-határátkelő 1989-es megnyitása után mind az átmenő forgalom, mind pedig a gazdasági fejlődés megélénkült a faluban.

### A település mai arculata
A rendszerváltás után meggyorsult a falu infrastrukturális fejlődése. A telefonhálózat bővítésére 1994-95 folyamán került sor. A gázhálózat kiépítését ugyanekkor, a csatornázást pedig 1996-ra fejezték be. A külföldi turisták megjelenése szolgáltatások tömegét vonzotta a településre.

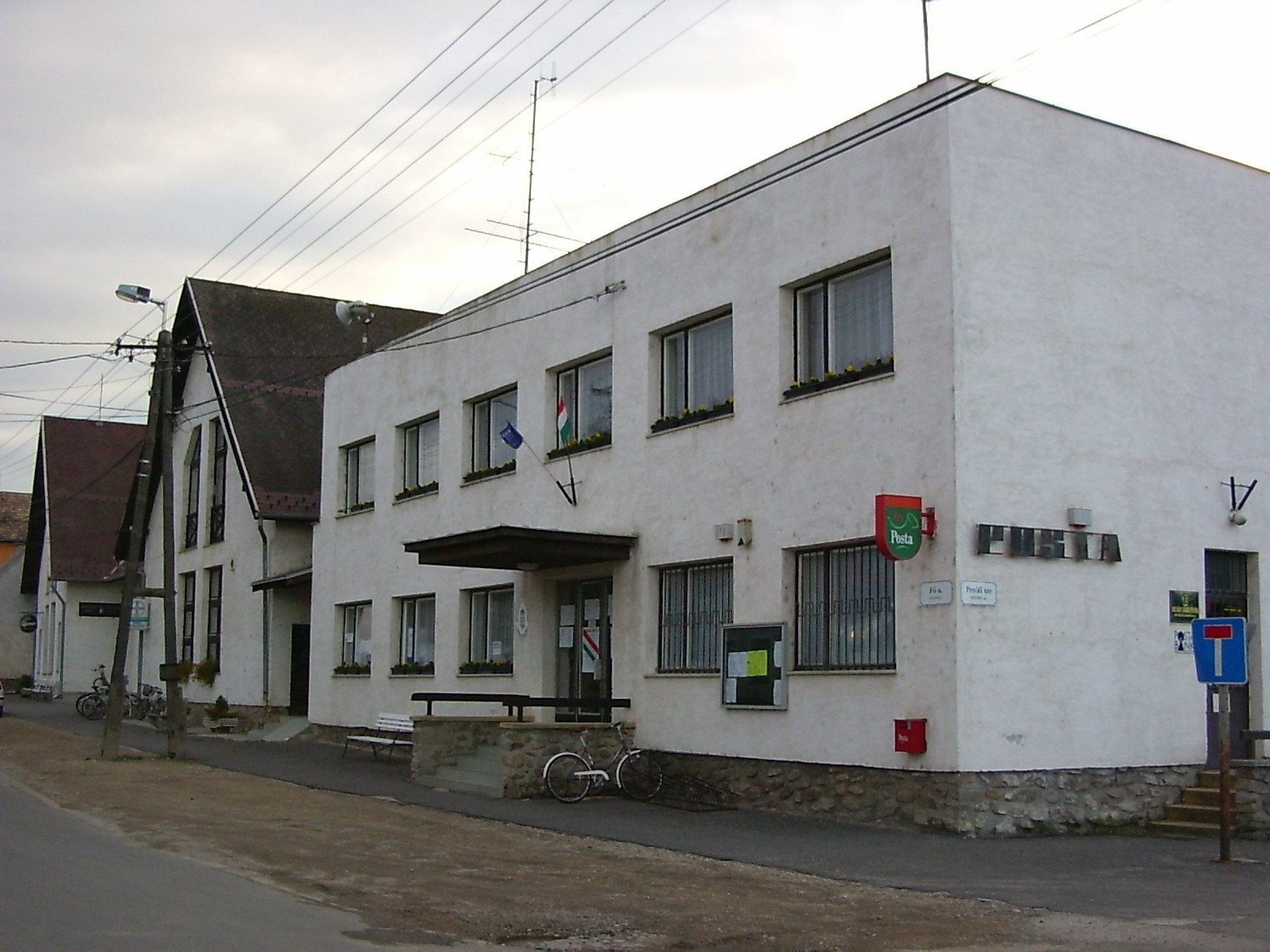
A községháza a postával

Ezek az üzletek alkalmasak a keresőképes népesség egy részének helyben történő foglalkoztatására, a sok kisebb helyi vállalkozás azonban nem tudja a teljes foglalkoztatottságot biztosítani, ezért sokan Sopronban keresik kenyerüket.
A község lakóinak 31%-a horvát nemzetiségű. Ezért az óvodában és az iskolában horvát nyelven is folyik az oktatás. A településen horvát kisebbségi önkormányzat is működik. A horvátok kulturális aktivitása nagy, s a helyi egyesületük, a Koljnofski tamburaši a burgenlandi horvátokkal is szoros kapcsolatot tart.

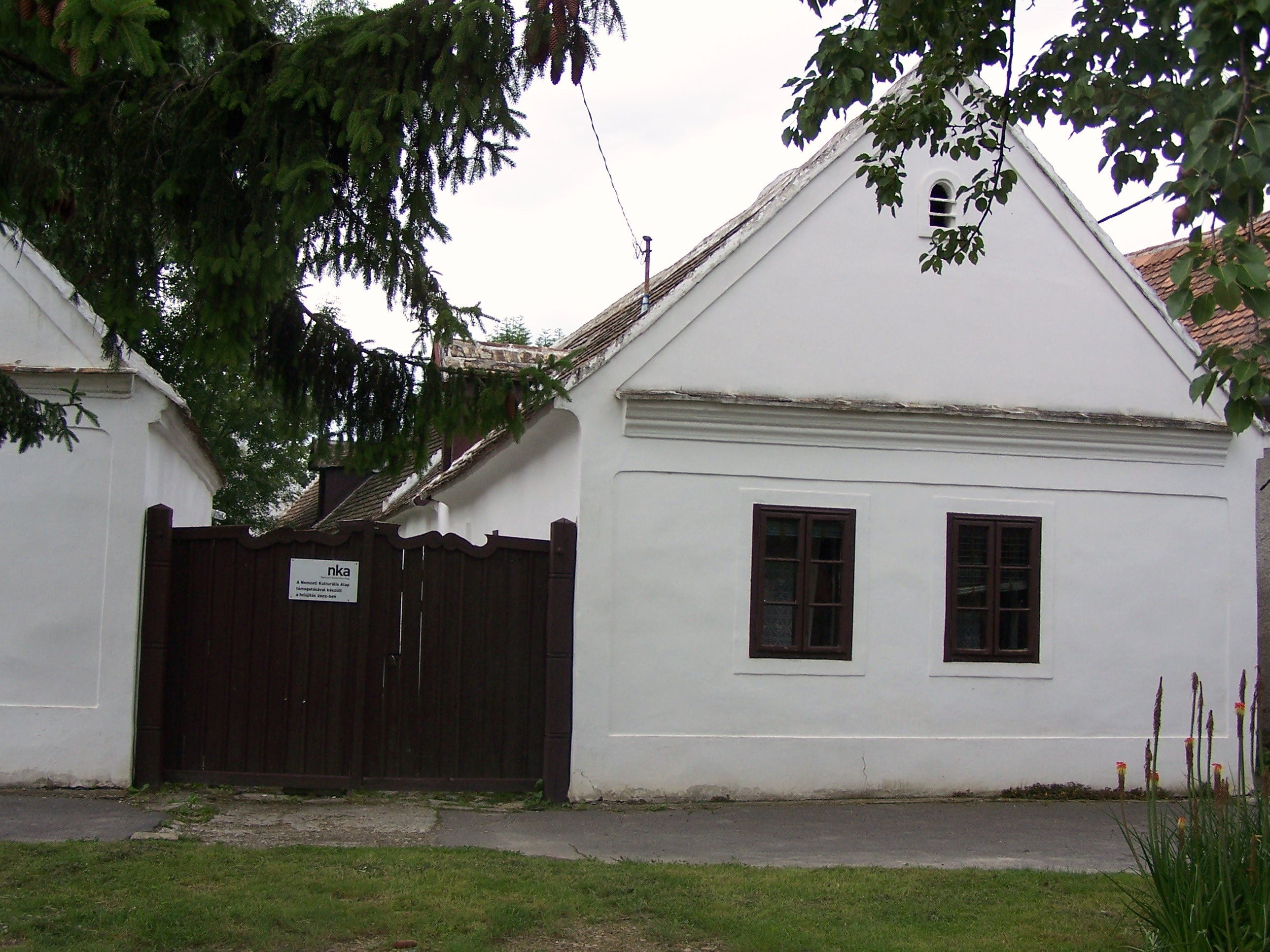
Horvát Nemzetiségi Tájház

## Közélete

### Polgármesterei
- 1990–1994: Pilsits Mária (független)[6]
- 1994–1998: Pilsits Mária (független)[7]
- 1998–2002: Pilsits Mária (független)[8]
- 2002–2006: Pilsits Mária (független)[9]
- 2006–2010: Grubits Ferenc (Fidesz)[10]
- 2010–2014: Grubits Ferenc Ignác (Fidesz–KDNP)[11]
- 2014–2019: Grubits Ferenc Ignác (Fidesz–KDNP)[12]
- 2019–2024: Grubits Ferenc (Fidesz–KDNP)[13]
- 2024– : Firtl Mátyás (Fidesz–KDNP)[1]

## Népesség
A település népességének változása:
| Lakosok száma | 2064 | 2085 | 2081 | 2129 | 2028 | 2006 | 2023 |
|               | 2013 | 2014 | 2015 | 2021 | 2022 | 2023 | 2024 |

A 2011-es népszámlálás során a lakosok 87,2%-a magyarnak, 43,4% horvátnak, 5,8% németnek mondta magát (10,1% nem nyilatkozott; a kettős identitások miatt a végösszeg nagyobb lehet 100%-nál). A vallási megoszlás a következő volt: római katolikus 71,7%, református 2%, evangélikus 2,4%, felekezeten kívüli 6,1% (16,4% nem nyilatkozott).
2022-ben a lakosság 91,6%-a vallotta magát magyarnak, 31,7% horvátnak, 4,5% németnek, 0,1-0,1% szerbnek, lengyelnek, görögnek, örménynek, románnak és cigánynak, 1,9% egyéb, nem hazai nemzetiségűnek (6,4% nem nyilatkozott; a kettős identitások miatt a végösszeg nagyobb lehet 100%-nál). Vallásuk szerint 56,8% volt római katolikus, 2,6% református, 2,3% evangélikus, 0,3% görög katolikus, 1,5% egyéb keresztény, 0,6% egyéb katolikus, 7,1% felekezeten kívüli (28,5% nem válaszolt).

## Nevezetességei
A község közepén található a Szent Márton-templom, amely régen a temető dombon állt. A 18. század végén bontották le, hogy felépítsék új helyén. A község nevezetessége a 18. század második felében a Szűzanya tiszteletére épült Sarlós Boldogasszony-templom, amely a környék és a távolabbi horvátság zarándokhelye.
1987-ben került felavatásra, majd 2005-ben felújításra a Tájház, ahol a helytörténeti gyűjteményt tekinthetik meg az ide látogatók.

## Testvérvárosai
- Buševec Horvátország (1977)
- Gračani, Horvátország (1981)
- Bibinje, Horvátország (1984)
- Szabadbáránd, Ausztria